# Craspedolcus obscuriventris
Craspedolcus obscuriventris är en stekelart som beskrevs av Günther Enderlein 1920. Craspedolcus obscuriventris ingår i släktet Craspedolcus och familjen bracksteklar. Inga underarter finns listade i Catalogue of Life.